# Diego de Prado
Diego de Prado (Sahagún, c. 1550 – 1645) è stato un cartografo e navigatore spagnolo.

## Biografia
Figlio di Francisco de Prado y Tovar, sindaco di Sahagún e capitano della guardia di Castiglia, e fratello di Juan de Prado, è noto per aver pubblicato già nel 1591 un Manual y plática de artillería (Manuale e pratica sull'artiglieria)..
Unitosi alle spedizioni di Pedro Fernandes de Queirós, lo sostituì nel 1606 al comando della nave San-Pedro durante una spedizione in Melanesia con Luis Vaez de Torres. Rimase quindici giorni nelle acque di Espiritu Santo poi si diresse verso sud-ovest dove non trovò che isolotti. Tornò quindi a Manila e poi raggiunse il Mar dei Coralli che attraversò, costeggiando la costa sud della Nuova Guinea; si inoltrò nello stretto che in seguito sarebbe diventato lo Stretto di Torres e raggiunse probabilmente Capo York, in Australia.
Giungendo alle Molucche, visitò l'isola di Ternate dove salvò il governatore spagnolo dalla popolazione in rivolta. Tornò poi a Manila dove la nave fu disarmata..